# 车村镇
车村镇，是中华人民共和国河南省洛陽市嵩县下辖的一个乡镇级行政单位。

## 行政区划
车村镇下辖以下地区：
车村、明白川村、下庙村、天桥沟村、栗树街村、纸房村、宝石村、运粮沟村、黄柏村、孙店村、铜河村、河北村、官亭村、小豆沟村、两河口村、鹿鸣村、绸子村、树仁村、龙王村、黄水村、陈楼村、水磨村、高峰村、拜石村、牛庄村和佛坪村。